# Zrzeszenie
Zrzeszenie (niem. Gesellschaft) – w koncepcji Ferdinanda Tönniesa typ zbiorowości społecznej przeciwstawny wspólnocie.

## Charakterystyka Gesellschaft w ujęciu Tönniesa
- Jednostki społeczne powiązane są więziami wynikającymi z umów, wyrachowania, bazują one na stosunkach rzeczowych, wynikających z wymiany dóbr materialnych.
- Jednostki uczestniczą we wzajemnych stosunkach jako osoby odgrywające dane role społeczne.
- Państwo dominuje jako instytucja kontroli społecznej.
- Grupy społeczne traktowane są przez jednostki do nich należące w sposób instrumentalny.

Zrzeszenia są zbiorowościami charakterystycznymi i typowymi dla społeczeństwa nowoczesnego.

## W prawie polskim
Pod względem prawnym zrzeszenia można podzielić na:
- zrzeszenia publicznoprawne, ich przykłady to:
  - jednostki samorządu terytorialnego
  - związki jednostek samorządu terytorialnego
  - europejskie ugrupowania współpracy terytorialnej
  - samorządy zawodów zaufania publicznego
  - Polski Związek Łowiecki
  - Polski Czerwony Krzyż
  - Polska Akademia Nauk
  - Parlament Studentów Rzeczypospolitej Polskiej
  - Krajowa Reprezentacja Doktorantów
  - Polska Izba Ubezpieczeń
  - Krajowa Rada Spółdzielcza
  - inne
- zrzeszenia prywatnoprawne, w tym: 
  - stowarzyszenia
  - związki zawodowe
  - partie polityczne
  - organizacje pracodawców
  - społeczno-zawodowe organizacje rolników
  - organizacje samorządu gospodarczego inne niż Polska Izba Ubezpieczeń i Krajowa Rada Spółdzielcza
  - spółki (handlowe, europejskie, wodne, dla zagospodarowania wspólnoty gruntowej itp.)
  - spółdzielnie
  - koła gospodyń wiejskich
  - koła łowieckie
  - inne